# Château de Guirbaden
Le château de Guirbaden ou Girbaden est un château fort médiéval en ruine situé près du village de Mollkirch dans le Bas-Rhin. De par sa superficie, il était le plus grand château-fort d'Alsace.

## Localisation
Le château est situé sur la rive gauche de la Magel à 565 m d'altitude sur la colline du Burckberg.
Les ruines sont accessibles depuis le village de Mollkirch ou Grendelbruch par des chemins de randonnée. L'accès au donjon est interdit depuis juin 2015 en raison du risque d'effondrement, mais le reste du site est accessible.

## Historique

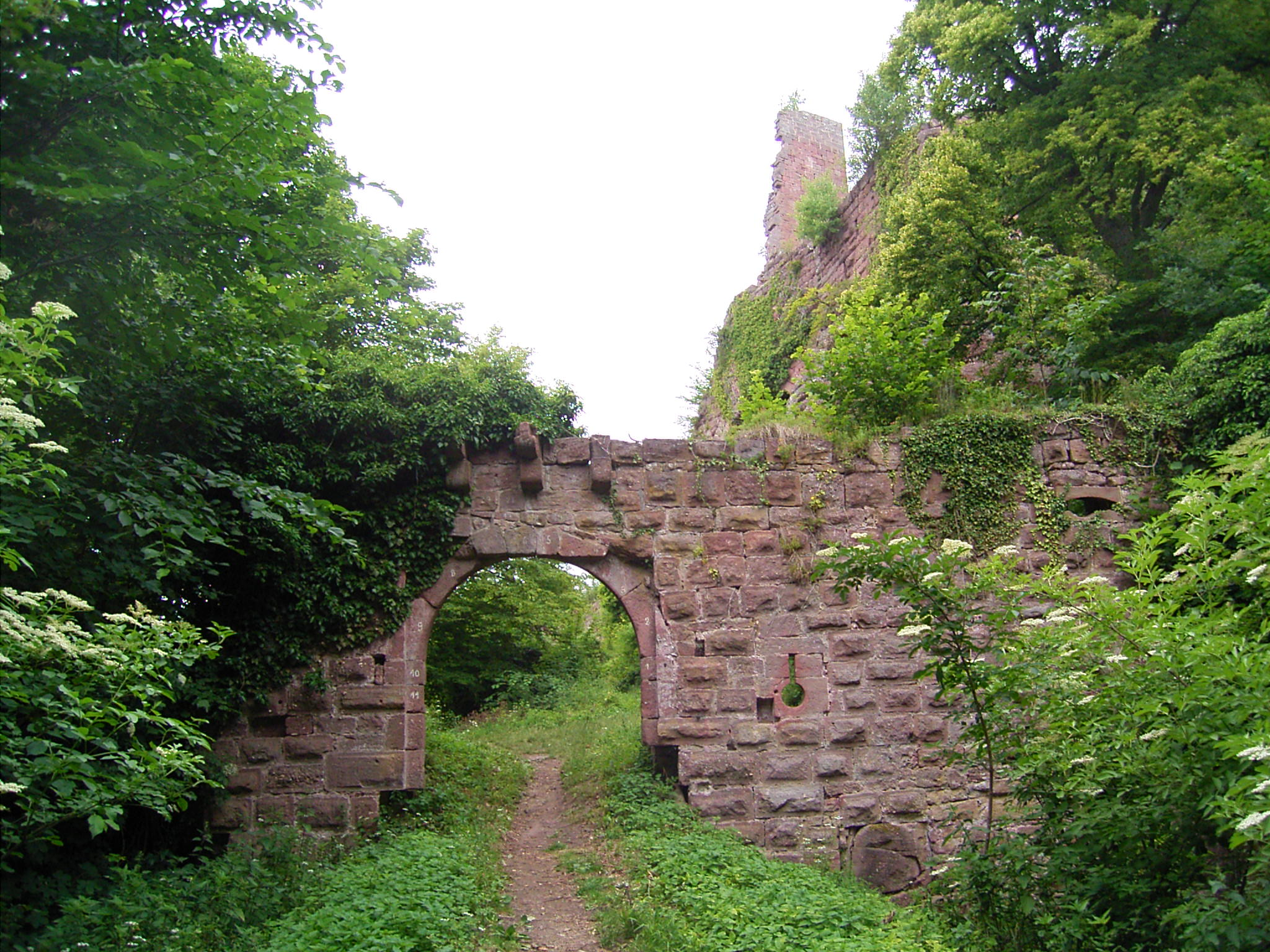
Porte d'entrée est.

### De sa fondation à la fin duXIXesiècle
Le château fut construit au XIe siècle sur un lieu déjà occupé par les Romains. Fondé par Hugues III d'Eguisheim pour protéger l'abbaye d'Altorf, il passe dès 1027 sous domination du Duc de Souabe et d'Alsace Ernest II. Il fut agrandi par l'empereur Frédéric II en 1219-1226.
Le château subit pendant cinq siècles plusieurs attaques, destructions et reconstructions. Il est notamment incendié en 1633, réparé par Frédéric de Rathsamhausen en 1647, incendié à nouveau en 1652 puis enfin rasé par les Français en 1657.
Il échoit finalement à la famille de Rohan, et il est vendu en 1790. Il est classé en 1898 comme monument historique.

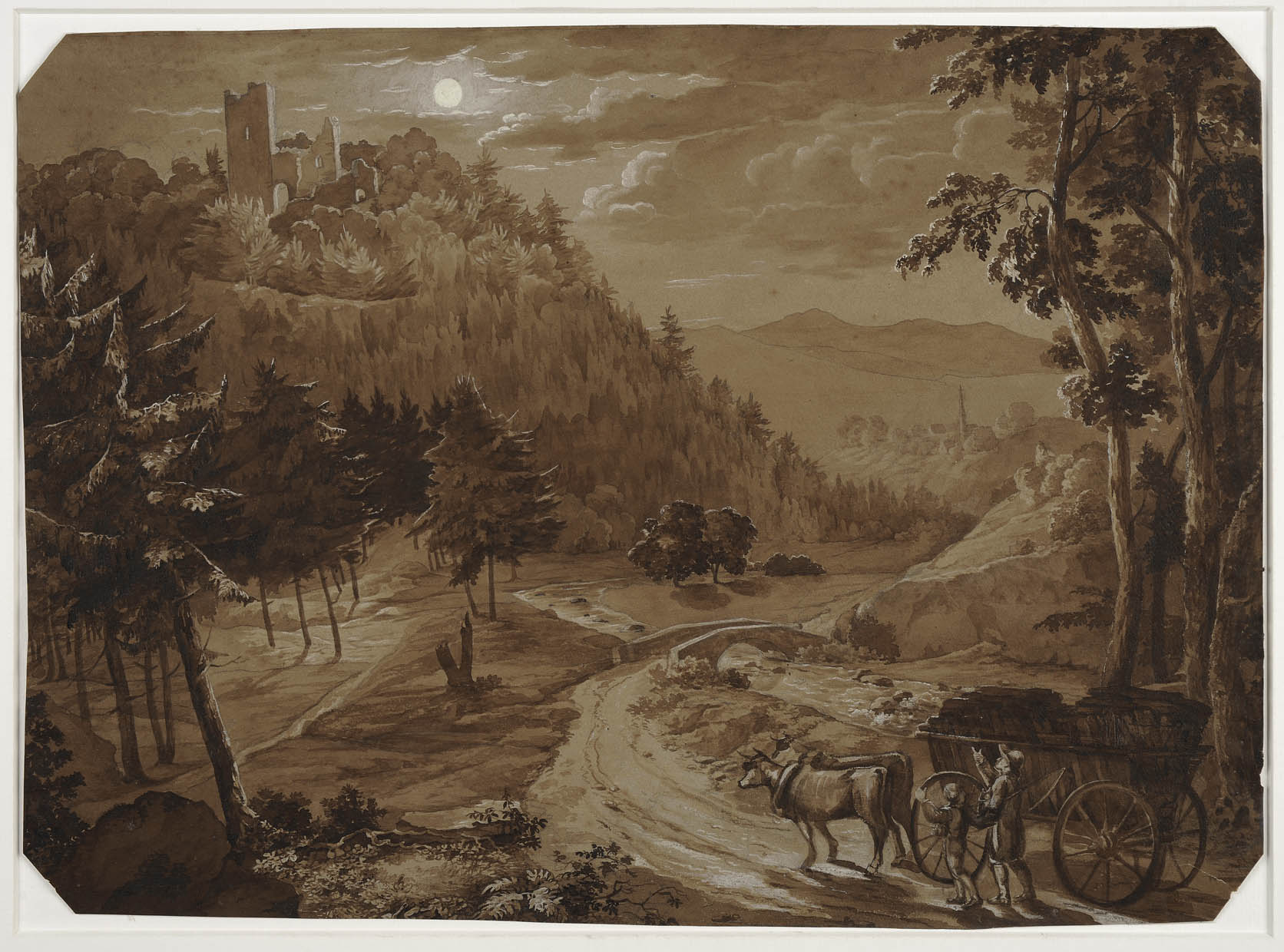
Charles Frédéric Oppermann, vue du Guirbaden, lavis d'encre, vers 1820.
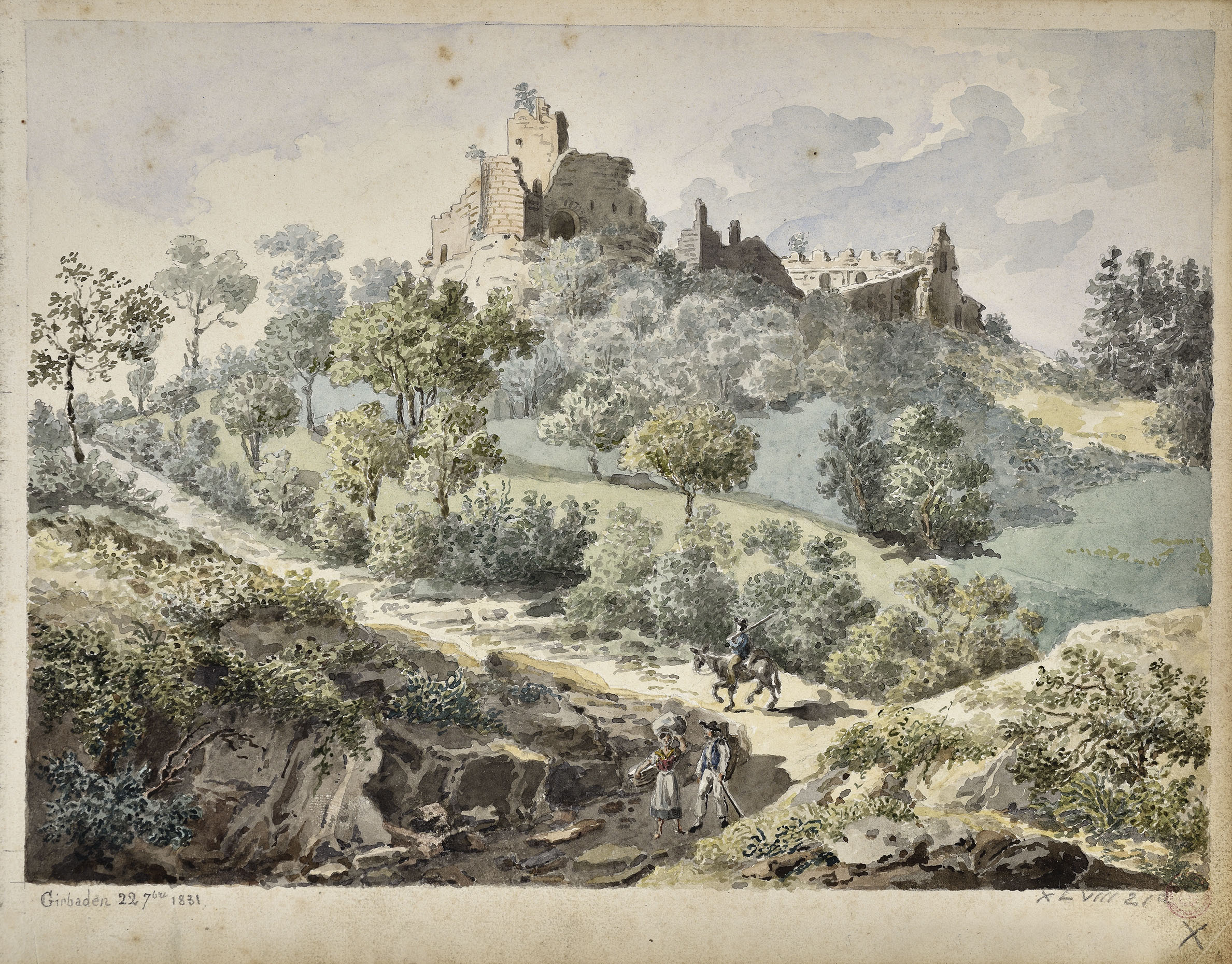
Anonyme, vue du Guirbaden, aquarelle, 1831.

### Histoire contemporaine
Après être passé de main en main, le château échoit en 1968 à un riche entrepreneur alsacien qui décide de le rénover. Après avoir démonté la porte [19] il fait venir des pelleteuses qui déblaient la partie est du château. Il injecte du béton dans la façade ouest du palais, ouverte sur le fossé, pour la consolider, et la pare de pierre prises sur les remparts de la partie est du château pour dissimuler le béton. Les travaux sont brusquement arrêtés en 1971.
Dans les années 1990, le château est à nouveau revendu. Son nouveau propriétaire installe des portes pour sécuriser les accès au donjon et en interdire l'accès, après que son accès soit devenu difficile.
Depuis 2015, une association s'est mise en place pour restaurer le château.

## Description

### Plan

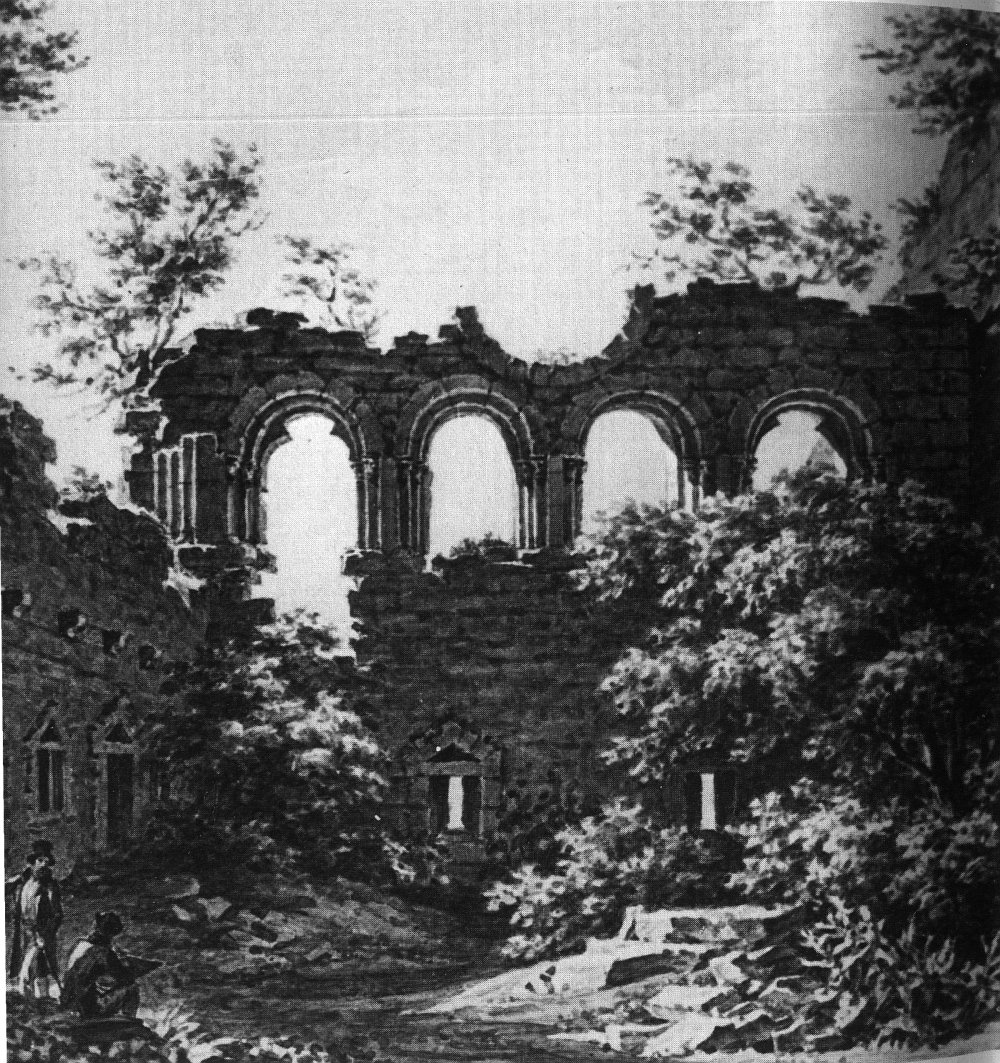
Logis seigneurial.

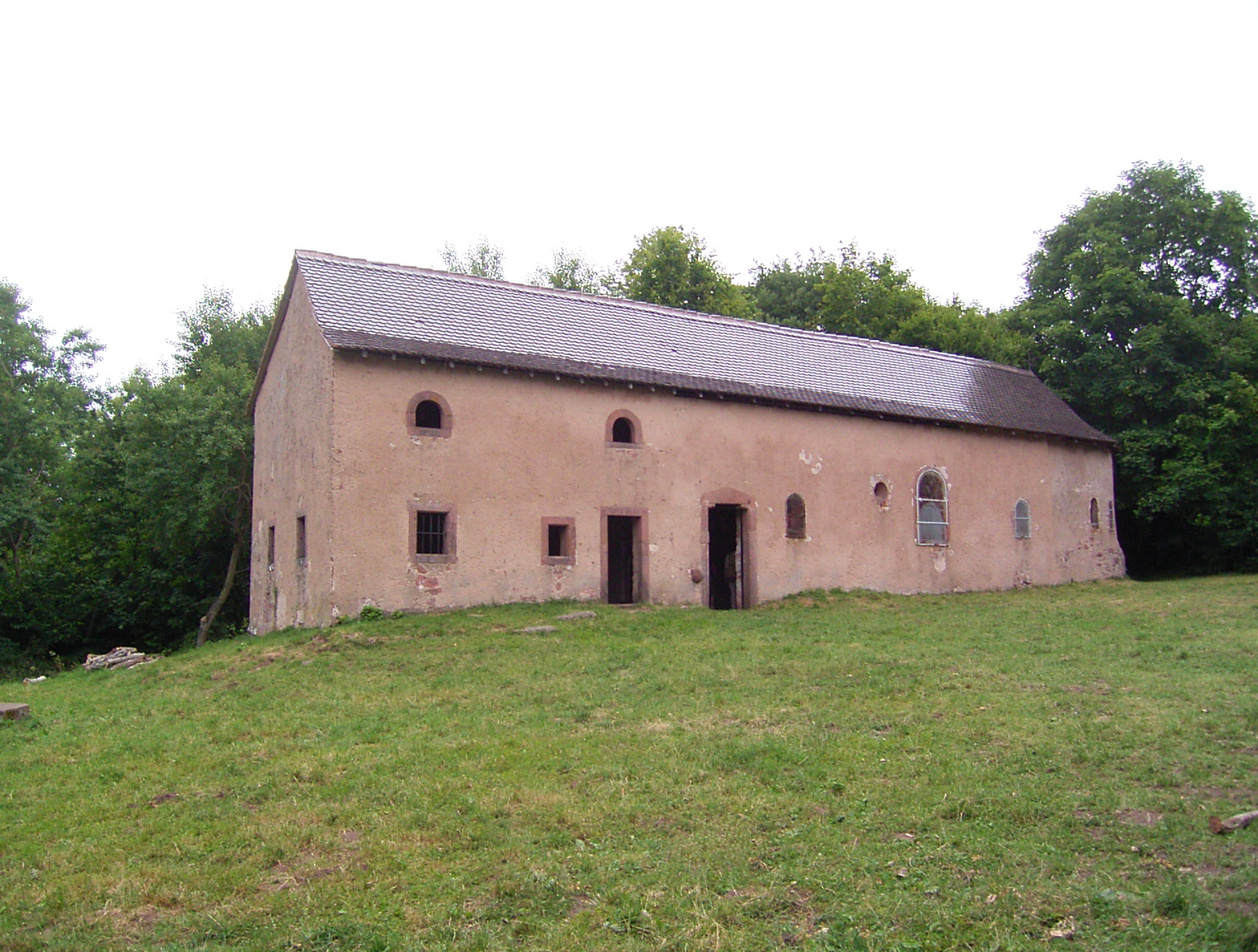
Chapelle Saint-Valentin.

| N° | Description              |  |
| -- | ------------------------ |  |
| 1  | Porte d'entrée           |  |
| 2  | Accès au chemin de ronde |  |
| 3  | Deuxième porte           |  |
| 4  | Porte d'entrée           |  |
| 5  | Esplanade                |  |
| 6  | Tour de la Faim          |  |
| 7  | Poterne                  |  |
| 8  | Tour de flanquement      |  |
| 9  | Latrines                 |  |
| 10 | Fossé                    |  |
| 11 | Citerne                  |  |
| 12 | Fenêtres romanes         |  |
| 13 | Palais                   |  |
| 14 | Latrines                 |  |
| 15 | Tour de flanquement      |  |
| 16 | Cour                     |  |
| 17 | Puits                    |  |
| 18 | Poste de guet            |  |
| 19 | Troisième porte          |  |
| 20 | Accès au chemin de ronde |  |
| 21 | Quatrième porte          |  |
| 22 | Arc de décharge          |  |
| 23 | Donjon                   |  |
| 24 | Latrines                 |  |
| 25 | Chapelle Saint-Valentin  |  |

### Ruines
Les ruines du château sont recouvertes de végétation. Les murs sont constitués de pierre à bossage. Si les murs intérieurs sont ainsi souvent masqués, la majorité des murs extérieurs sont encore visibles ; leur hauteur varie entre un mètre et quatre mètres. Plusieurs portes bien conservées ([1,3,4,21,19]) protègent le chemin allant des portes d'entrée (la porte originelle devait être [4]) jusqu'à la cour [16]. Les portes extérieures ont été adaptées aux armes à feu, comme en témoigne la présence de canonnières. La porte [19] a été démontée par un précédent propriétaire en 1968, il ne reste plus qu'une partie des montants.

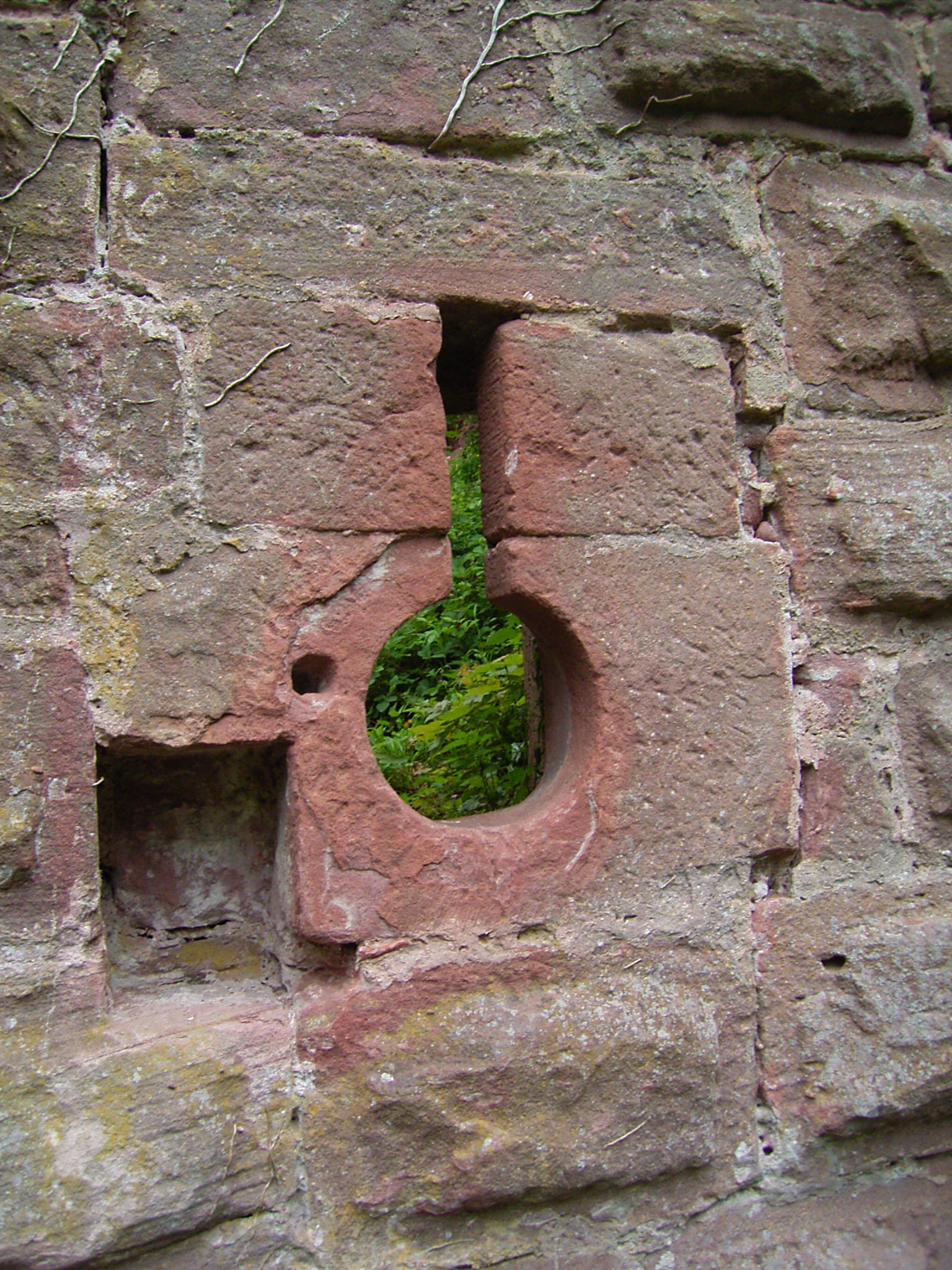
Canonnière défendant la porte d'entrée est.

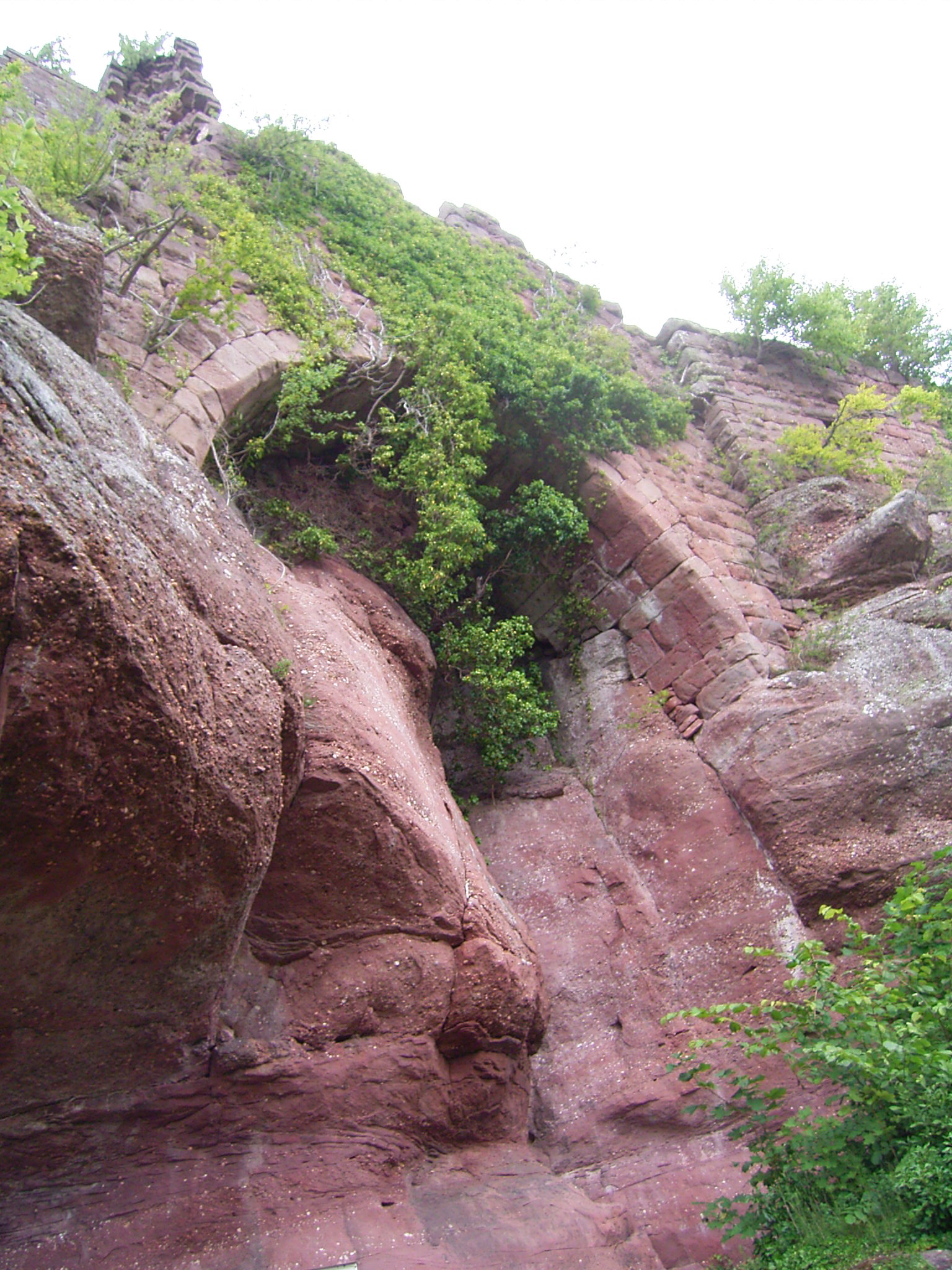
Arc de décharge sous le donjon.

Dans la cour se trouve un puits [17]. À l'ouest se trouve le logis seigneurial (ou palais [13]) de style roman, relativement bien conservé. On peut encore y admirer des fenêtres en plein cintre [12] et des chapiteaux romano-byzantins. À l'est de la cour se trouve le donjon [23], construit sur un promontoire rocheux et supporté au sud par un important arc de décharge [22].
Un grand fossé [10] sépare la partie Ouest (esplanade [5]) et la partie Est du château (cour [16] et donjon [23]). Pour rejoindre l'esplanade depuis la cour, il faut passer par la porte sud-ouest [4]. Sur l'esplanade se trouve la chapelle Saint-Valentin, restaurée récemment [25]. À l'ouest de l'esplanade se trouve également une imposante tour carrée, la Tour de la Faim [6].

## Légende
Une légende est attachée au château. Elle raconte que les comtes d'Eguisheim revinrent des croisades avec des Templiers. Ceux-ci s'installèrent au château et accumulèrent un grand trésor.
Les Templiers subirent ensuite les persécutions qui amenèrent leur ordre à disparaître. Leur dernière héritière était une certaine Odile. Celle-ci ne voulut pas se marier et mourut, encore jeune, de maladie. Toutefois, sentant sa fin arriver, elle avait pris soin de demander à un serviteur d'enterrer le trésor auprès de son corps, qui devait être profondément enfoui, sous le château. Le serviteur fit comme on lui avait ordonné et, lorsqu'il sentit sa propre fin arriver, il transmit l'emplacement du tombeau, à son fils. Ce fils fit de même avec son fils et le secret se transmit, de génération en génération, sans que le repos d'Odile soit troublé.
Mais le secret échut, un jour, à deux jumeaux, dont la convoitise fut trop forte. Ils décidèrent de s'emparer du trésor : ils se rendirent de nuit à l'emplacement du tombeau et creusèrent. Mais ce faisant, ils fragilisèrent les appuis du rocher proche. Alors qu'ils voient apparaître le cercueil, un grand pan de rocher s'abat sur la tombe. Les deux jumeaux ont été ensevelis, près du trésor, tant convoité.